# Dejad paso al mañana
Dejad paso al mañana (título original: Make Way for Tomorrow) es una película estadounidense de 1937 dirigida por Leo McCarey. La película muestra a una pareja de ancianos (Victor Moore y Beulah Bondi) quienes se ven obligados a separarse cuando pierden su casa y ninguno de sus cinco hijos se quiere encargar de ellos.
Su guion fue escrito por Viña Delmar y está basado en una obra de Helen y Noah Leary, que a su vez estaba basada en la novela The Years Are So Long de Josephine Lawrence.
McCarey creía que era su mejor película. Cuando aceptó su Óscar al mejor director por The Awful Truth, que fue estrenada el mismo año, él dijo "Gracias, pero me dieron por la película equivocada".
En el 2010, la película fue considerada «cultural, histórica y estéticamente significativa» por la Biblioteca del Congreso de Estados Unidos y seleccionada para su preservación en el National Film Registry.

## Premios y nominaciones
National Board of Review
| Año  | Reconocimiento                | Resultado |
| ---- | ----------------------------- | --------- |
| 1937 | Diez películas más destacadas | Incluida  |